# Josep Gelabert (compositor)
Josep Gelabert és un compositor relacionat amb la nissaga de compositors olotins del segle xix amb activitat a la parròquia de Sant Esteve d'Olot. No es té gaire informació quant a les dates de naixement i mort. Només se'n conserven dues obres eclesiàstiques a l'arxiu comarcal de la Garrotxa.

## Obres
- Ave Maria, per a 3 veus i orgue.
- Masurca